# كارثة أبرفان
كارثة أبرفان (بالإنجليزية: Aberfan disaster)‏ تتمثل بالانهيار الكارثي لطرف منجم الفحم يوم 21 أكتوبر 1966. وقد تم إنشاء هذا الطرف على منحدر جبلي فوق قرية ويلفان في أبرفان، بالقرب من ميرثير تيدفيل. أدى سقوط الأمطار إلى تراكم المياه داخل الحافة مما أدى إلى انزلاقها فجأة إلى أسفل، مما أسفر عن مقتل 116 طفلاً و 28 بالغًا أثناء غرق المدرسة الابتدائية المحلية والمباني الأخرى. كان الطرف من مسؤولية  مجلس الفحم الوطني (NCB)، وألقى التحقيق اللوم على المنظمة وتسعة موظفين معينين. وقد ترأس اللورد إدموند ديفيس تحقيقًا رسميًا وضع التقرير اللوم بشكل مباشر على البنك المركزي الوطني. وقد تعرض رئيس المنظمة اللورد روبنز، لانتقادات لقيامه ببيانات مضللة ولعدم توفير الوضوح فيما يتعلق بمعرفة المكتب المركزي الوطني بوجود ينابيع المياه على سفح التل. لم تتم مقاضاة البنك الأهلي التجاري أو أي من موظفيه ولم يتم تغريم المنظمة.
أنشئ صندوق التذكار للكوارث في أبرفان (ADMF) في يوم الكارثة. وقد تلقت ما يقرب من 88000 مساهمة بلغ مجموعها 1.75 مليون جنيه إسترليني. تمت إزالة بقية الغنائم فقط بعد معركة طويلة من قبل سكان أبرفان، ضد مقاومة من البنك الأهلي التجاري والحكومة على أساس التكلفة. دفعت رسوم المقاصة من خلال منحة حكومية ومساهمة قسرية قدرها 150.000 جنيه إسترليني من صندوق التذكار. في عام 1997 ردت الحكومة البريطانية مبلغ 150.000 جنيه إسترليني إلى صندوق أبو ظبي للأوراق المالية، وفي عام 2007 تبرعت الجمعية الويلزية بمبلغ 1.5 مليون جنيه إسترليني للصندوق و500.000 جنيه إسترليني لجمعية أبرفان التعليمية الخيرية كتعويض عن الأموال التي تم اتخاذها بشكل خاطئ. عانى العديد من سكان القرية من مشاكل طبية، وتعرض نصف الناجين إلى اضطراب ما بعد الصدمة في وقت لاحق.